# 유럽잉어

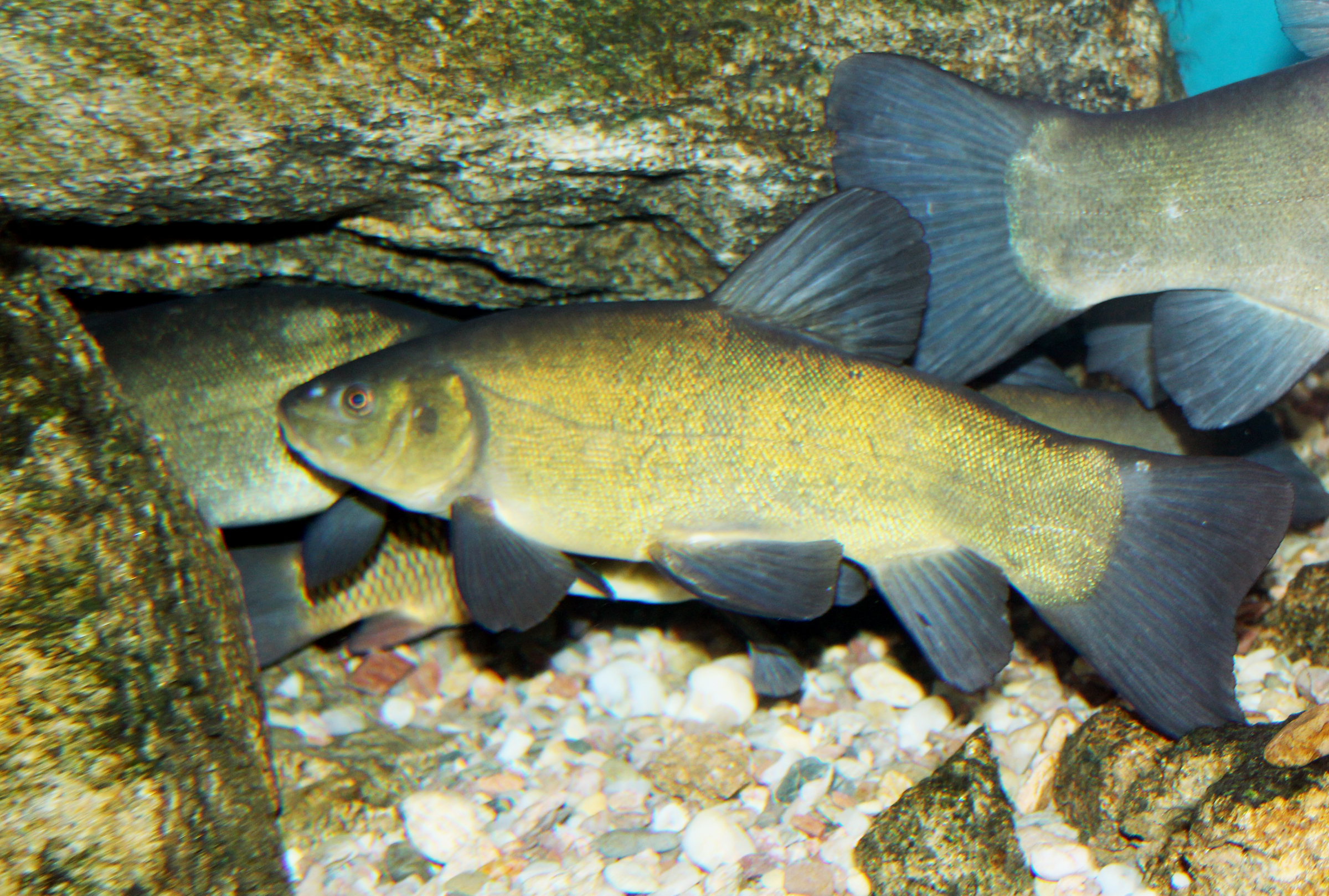

유럽잉어(tench, doctor fish, 학명: Tinca tinca)는 민물과 기수에서 사는 물고기로, 잉어목에 속하며 유라시아에서부터 브리튼제도를 포함한 서유럽, 아시아, 오비강, 예니세이강에 이르는 지역에서 볼 수 있다. 바이칼호에서도 볼 수 있다. 특히 호수와 저지대 강에서 느리게 움직이는 습관을 보인다.